# Isfajramsaj
Isfajramsaj také Isfajram nebo Ispajram (rusky Исфаирамсай, Исфайрам nebo Испаирам) je řeka v Kyrgyzstánu a v Uzbekistánu. Byla levým přítokem Syrdarji, nyní ústí do Velkého Ferganského kanálu.

## Číselné údaje
Její délka činí 122 km. Povodí má rozlohu 2 220 km².

## Průběh toku
Pramení na severních svazích Alajského hřbetu pod jménem Tengizbaj. Je součástí vodního systému Velkého Ferganského kanálu. Na řece leží město Kuvasaj.

## Vodní stav
Zdroj vody je sněhovo-ledovcový. Průměrný dlouhodobý průtok u Učkurganu na začátku zavlažovacího vějíře je 21,1 m³/s.